# Kanaal (telecommunicatie)
In de telecommunicatie is een kanaal een deel van een medium waarover informatie in de vorm van signalen verstuurd wordt. In het algemeen worden over hetzelfde medium een aantal afzonderlijke signalen tegelijkertijd verzonden. Hiervoor dient ieder signaal een unieke eigenschap te bezitten, om zich te onderscheiden van de andere. Op basis van de eigenschappen splitst een ontvanger het samengestelde signaal in afzonderlijke signalen of isoleert het gewenste signaal uit het samengestelde signaal. Met andere woorden, de ontvanger is afgesteld op een bepaald kanaal.
Het gebruik van kanalen levert een efficiënter gebruik van het medium op.

## Analoge radio en televisie
De zender van radio- en televisiesignalen codeert zijn geluids- en of beeldsignaal in een draaggolf. Voor ieder afzonderlijk signaal heeft deze draaggolf een specifieke constante frequentie. Een signaal wordt meegestuurd door modulatie van de draaggolf. Hiervoor is een zeker frequentiebereik rondom de draaggolffrequentie nodig. Ieder afgebakend frequentiebereik is een kanaal. Doordat ieder signaal zijn eigen draaggolffrequentie heeft, kunnen meerdere signalen moeiteloos tegelijkertijd samengevoegd worden in hetzelfde medium. Met behulp van een banddoorlaatfilter waarvan de frequentie gelijk is aan de frequentie van de gewenste draaggolf wordt het gewenste signaal geïsoleerd. De keuze van de zender hangt rechtstreeks samen met de frequentie van het filter.
Om een station te kunnen ontvangen, moet de gebruiker weten op welke frequentie er wordt uitgezonden. Bij analoge televisie wordt echter niet de frequentie vermeld maar het kanaalnummer, wat uit minder cijfers bestaat. Bij FM-radio is het gebruiken van kanaalnummers minder gebruikelijk. Er is geen verband tussen de kanaalnummers van televisie en FM-radio, het is dus niet mogelijk het televisiegeluid te ontvangen met een FM-ontvanger door op hetzelfde kanaalnummer af te stemmen.
| Televisie VHF band I             | Televisie VHF band I             |        | Televisie UHF band IV en V | Televisie UHF band IV en V | Televisie UHF band IV en V | Televisie UHF band IV en V | Televisie UHF band IV en V |
| -------------------------------- | -------------------------------- | ------ | -------------------------- | -------------------------- | -------------------------- | -------------------------- | -------------------------- |
| Kanaal                           | Frequentie (MHz)                 | Kanaal | Frequentie (MHz)           |                            | Kanaal                     | Frequentie (MHz)           |                            |
| 2                                | 47-54                            | 21     | 470-478                    | 46                         | 670-678                    |                            |                            |
| 3                                | 54-61                            | 22     | 478-486                    | 47                         | 678-686                    |                            |                            |
| 4                                | 61-68                            | 23     | 486-494                    | 48                         | 686-694                    |                            |                            |
|                                  |                                  | 24     | 494-502                    | 49                         | 694-702                    |                            |                            |
| FM-radio VHF band II             | FM-radio VHF band II             | 25     | 502-510                    | 50                         | 702-710                    |                            |                            |
| Zie FM-omroep voor kanaalnummers | Zie FM-omroep voor kanaalnummers | 26     | 510-518                    | 51                         | 710-718                    |                            |                            |
|                                  |                                  | 27     | 518-526                    | 52                         | 718-726                    |                            |                            |
| Televisie VHF band III           | Televisie VHF band III           | 28     | 526-534                    | 53                         | 726-734                    |                            |                            |
| 5                                | 174-181                          | 29     | 534-542                    | 54                         | 734-742                    |                            |                            |
| 6                                | 181-188                          | 30     | 542-550                    | 55                         | 742-750                    |                            |                            |
| 7                                | 188-195                          | 31     | 550-558                    | 56                         | 750-758                    |                            |                            |
| 8                                | 195-202                          | 32     | 558-566                    | 57                         | 758-766                    |                            |                            |
| 9                                | 202-209                          | 33     | 566-574                    | 58                         | 766-774                    |                            |                            |
| 10                               | 209-216                          | 34     | 574-582                    | 59                         | 774-782                    |                            |                            |
| 11                               | 216-223                          | 35     | 582-590                    | 60                         | 782-790                    |                            |                            |
| 12                               | 223-230                          | 36     | 590-598                    | 61                         | 790-798                    |                            |                            |
|                                  |                                  | 37     | 598-606                    | 62                         | 798-806                    |                            |                            |
|                                  |                                  | 38     | 606-614                    | 63                         | 806-814                    |                            |                            |
|                                  |                                  | 39     | 614-622                    | 64                         | 814-822                    |                            |                            |
|                                  |                                  | 40     | 622-630                    | 65                         | 822-830                    |                            |                            |
|                                  |                                  | 41     | 630-638                    | 66                         | 830-838                    |                            |                            |
|                                  |                                  | 42     | 638-646                    | 67                         | 838-846                    |                            |                            |
|                                  |                                  | 43     | 646-654                    | 68                         | 846-854                    |                            |                            |
|                                  |                                  | 44     | 654-662                    | 69                         | 854-862                    |                            |                            |
|                                  |                                  | 45     | 662-670                    |                            |                            |                            |                            |

## Digitale radio en televisie
Ook bij digitale radio en televisie worden er kanaalnummers gebruikt. In dat geval is er geen enkel verband tussen de kanaalnummers en de frequenties. De kanaalnummers worden toegekend om gemakkelijk onthouden te worden. Vaak zijn dat (in Nederland) de volgende nummers:
| Kanaal | Station     |     | Kanaal (Digitenne) | Kanaal (Kabel) | Station |
| ------ | ----------- | --- | ------------------ | -------------- | ------- |
| 1      | Nederland 1 | 101 | 801                | NPO radio 1    |         |
| 2      | Nederland 2 | 102 | 802                | NPO radio 2    |         |
| 3      | Nederland 3 | 103 | 803                | NPO radio 3    |         |
| 4      | RTL 4       | 104 | 804                | NPO radio 4    |         |
| 5      | RTL 5       | 105 | 805                | NPO radio 5    |         |
| 6      | SBS6        |     |                    |                |         |

Bij analoge televisie is het meestal mogelijk dat men de stations onder de verschillende nummers van de afstandsbediening programmeert. Dan kiest men ongeveer dezelfde nummers als die door de provider van digitale televisie worden ingesteld. Het verschil is dat de televisiekijker bij analoge televisie de nummering zelf kiest.

## Wifi
Bij Wifi zijn er 13 overlappende kanalen gedefinieerd. Het is mogelijk dat meerdere wifipunten in een omgeving hetzelfde kanaal gebruiken, maar om storingen te vermijden is het beter als de kanalen van twee fysiek nabijgelegen wifipunten niet te dicht bij elkaar liggen.
| Kanaal | Frequentie (MHz) |
| ------ | ---------------- |
| 1      | 2401-2423        |
| 2      | 2406-2428        |
| 3      | 2411-2433        |
| 4      | 2416-2438        |
| 5      | 2421-2443        |
| 6      | 2426-2448        |
| 7      | 2431-2453        |
| 8      | 2436-2458        |
| 9      | 2441-2463        |
| 10     | 2446-2468        |
| 11     | 2451-2473        |
| 12     | 2456-2478        |
| 13     | 2461-2483        |